# Cristian Lillo
Cristian Lillo (Caseros, Buenos Aires; 12 de agosto de 1985) fue un futbolista argentino. Proviene de las inferiores de Estudiantes de Buenos Aires y jugaba como Super Volante en Deportivo Morón.
Su hermano Hernán Lillo también es futbolista, juega en el Club Almagro.

## Trayectoria
Salido de las divisiones inferiores de Estudiantes (BA) debutó en 2004, y jugó hasta 2007 en esta institución, después jugaría en Ferro por el año 2008. En 2009 volvía a Estudiantes (BA), para que en 2010 se fuera a Platense. Jugó hasta ahora un total de 176 partidos y marcó 8 goles. A mediados de 2012 se incorporó al Altamira Fútbol Club de México. Tras su paso por Flandria, arribó a Deportivo Morón en 2014.

### Deportivo Morón
De cara al Campeonato de Primera Nacional 2022 continúa con el plantel por octavo año consecutivo siendo uno de los históricos del club junto con Damián Akerman. Su primer partido de la temporada es en la primera fecha al ingresar en el entretiempo y disputar 45 minutos en los que no convirtió goles ni recibió amarillas, recién en la cuarta fecha jugó su primer partido como titular. En total disputó 15 partidos en los que no convirtió goles. Al final del campeonato la dupla técnica Migliardi - Iturrería le avisó que no sería la primera opción de cara a la siguiente temporada y se especulaba con la rescisión del contrato.

## Estadísticas
Actualizado al 26 de octubre de 2022

| Estudiantes Argentina | 3.ª                  | 2006-07              | ?   | ?  | 0 | 0 | — | — | ?   | ?  |
| Estudiantes Argentina | Total                | Total                | ?   | ?  | 0 | 0 | 0 | 0 | ?   | ?  |
| Ferro Argentina | 2.ª                  | 2007-08              | 13  | 0  | 0 | 0 | — | — | 13  | 0  |
| Ferro Argentina | 2.ª                  | 2008-09              | 12  | 0  | 0 | 0 | — | — | 12  | 0  |
| Ferro Argentina | Total                | Total                | 25  | 0  | 0 | 0 | 0 | 0 | 25  | 0  |
| Estudiantes Argentina | 3.ª                  | 2006-07              | ?   | ?  | 0 | 0 | — | — | ?   | ?  |
| Estudiantes Argentina | Total                | Total                | ?   | ?  | 0 | 0 | 0 | 0 | ?   | ?  |
| Total en Estudiantes | Total en Estudiantes | Total en Estudiantes | 151 | 8  | 0 | 0 | 0 | 0 | 151 | 8  |
| Platense Argentina | 3.ª                  | 2009-10              | 27  | 1  | 0 | 0 | — | — | 27  | 1  |
| Platense Argentina | Total                | Total                | 27  | 1  | 0 | 0 | 0 | 0 | 27  | 1  |
| Defensores de Belgrano Argentina | 3.ª                  | 2011-12              | 32  | 0  | 2 | 0 | — | — | 34  | 0  |
| Defensores de Belgrano Argentina | Total                | Total                | 32  | 0  | 2 | 0 | 0 | 0 | 34  | 0  |
| Altamira FC · México | 2.ª                  | 2012-13              | 12  | 0  | 0 | 0 | — | — | 12  | 0  |
| Altamira FC · México | Total                | Total                | 12  | 0  | 0 | 0 | 0 | 0 | 12  | 0  |
| Flandria Argentina | 3.ª                  | 2013-14              | 56  | 1  | 1 | 0 | — | — | 57  | 1  |
| Flandria Argentina | Total                | Total                | 56  | 1  | 1 | 0 | 0 | 0 | 57  | 1  |
| Deportivo Morón Argentina | 3.ª                  | 2014                 | 13  | 0  | 0 | 0 | — | — | 13  | 0  |
| Deportivo Morón Argentina | 3.ª                  | 2015                 | 38  | 2  | 0 | 0 | — | — | 38  | 2  |
| Deportivo Morón Argentina | 3.ª                  | 2016                 | 9   | 0  | 2 | 0 | — | — | 11  | 0  |
| Deportivo Morón Argentina | 3.ª                  | 2016-17              | 33  | 3  | 0 | 0 | — | — | 33  | 3  |
| Deportivo Morón Argentina | 2.ª                  | 2017-18              | 16  | 1  | 3 | 0 | — | — | 19  | 1  |
| Deportivo Morón Argentina | 2.ª                  | 2018-19              | 21  | 1  | 0 | 0 | — | — | 21  | 1  |
| Deportivo Morón Argentina | 2.ª                  | 2019-20              | 14  | 1  | 0 | 0 | — | — | 14  | 1  |
| Deportivo Morón Argentina | 2.ª                  | 2020                 | 7   | 0  | 0 | 0 | — | — | 7   | 0  |
| Deportivo Morón Argentina | 2.ª                  | 2021                 | 29  | 1  | 0 | 0 | — | — | 29  | 1  |
| Deportivo Morón Argentina | 2.ª                  | 2022                 | 15  | 0  | 0 | 0 | — | — | 15  | 0  |
| Deportivo Morón Argentina | Total                | Total                | 185 | 9  | 5 | 0 | 0 | 0 | 190 | 9  |
| Total en su carrera | Total en su carrera  | Total en su carrera  | 488 | 19 | 8 | 0 | 0 | 0 | 496 | 19 |
| (1) La copa nacional se refiere a la Copa Argentina y Supercopa Argentina. (2) La copa internacional se refiere a la Copa Sudamericana, Recopa Sudamericana, Copa Libertadores y Copa Suruga Bank. |                      |                      |     |    |   |   |   |   |     |    |